# Czarownica (film 1935)
Czarownica (ang. She) – amerykański film przygodowy fantasy z 1935 roku produkcji Meriana C. Coopera na podst. powieści Ona: czyli historia niezwykłej wyprawy H. Ridera Haggarda. Była to ósma i pierwsza dźwiękowa ekranizacja powieści.

## Fabuła
Leo Vincey zostaje wezwany z Ameryki do rodzinnej posiadłości w Anglii przez swego umierającego stryja Johna i jego przyjaciela Horace’a Holly’ego. John opowiada bratankowi, że ich XV-wieczny przodek, również o imieniu John Vincey, odnalazł na dalekiej północy od Księstwa Moskiewskiego krainę mającą płomień zapewniający nieśmiertelność. Jednak został zabity przez jej mieszkańców, a jego towarzysząca żona uciekła i umierając w północnej Polsce, opisała w liście do syna ich przygody. Zachował się też złoty posążek z tamtej wyprawy. John i Holly po latach eksperymentów uważają, że opisany płomień życia to radioaktywna substancja zawierająca nieznany nauce pierwiastek.
Podążając trasą opisaną w liście, Leo i Holly przemierzają zamarznięte pustkowia eurazjatyckiej Arktyki. Ich przewodnikiem jest żyjący tu od dwudziestu lat Amerykanin Dugmore, jako że tubylcy boją się zapuszczać w tamte tereny, z których nikt nie wrócił żywy. Jego obcesowo traktowana adoptowana córka, Tanya opowiada o przekazach tubylców zbieżnymi z zapisami żony Vinceya. Podczas podróży Leo zapewnia Tanyę, że nauczy Dugmore’a jak traktować kobiety. Docierając do potężnych klifów podróżnicy odkrywają w pokrywającym je lodowcu zwłoki białego mężczyzny z workiem złota, a także tygrysa szablozębnego. Po ubiorze domyślają się, że to służący Vinceyów, który podczas ucieczki zginął w starciu z bestią wspomnianą w liście.
Dugmore, ignorując ostrzeżenia Holly’ego o ryzyku lawiny, rozbija lód toporem by dobrać się do złota, co powoduje katastrofę, zabijając jego i tubylczych tragarzy. Przeżywają tylko Leo, Tanya i Holly, uprzednio ukryci w skarpie. Lawina odsłania przejście w klifie, więc pozbawieni ekwipunku ocaleni wchodzą do środka. Wewnątrz systemu wulkanicznych jaskiń napotykają prymitywne plemię, które chcąc ich zabić ciężko rani Leo. Podróżników ratuje bardziej cywilizowany oddział żołnierski pod dowództwem Billaliego, znającego ku ich zaskoczeniu język angielski. Zostają zabrani do będącego na etapie starożytności miasta Kor, gdzie zgodnie z rozkazem jako obcy mają stanąć przed jego władczynię – Tę, Której Słowo Jest Rozkazem.
Władczyni również zna angielski dzięki przybyszowi sprzed wieków, Johnowi Vinceyowi. Widząc podobieństwo Leo do Johna, wierzy, że to on powrócił, i nakazuje go leczyć. Tanya, zaniepokojona o Leo, wymyka się do władczyni, która uspokaja ją co do jego stanu, lecz z wyższością każe jej porzucić uczucie do Leo. Widzi w niej kobietę, która niegdyś zrujnowała jej życie. Tymczasem Billali wyznaje Holly'emu, że jest drugą najważniejszą osobą w Kor i żyje pół wieku. Na widok złotego posążka każe go ukryć, gdyż jest on związany z sekretem Tej, Której Słowo Jest Rozkazem. Leo odkrywa, że John Vincey był wielką miłością Tej, Której Słowo Jest Rozkazem. Podczas procesu plemienia Amahaggar, skazanego za atak na podróżników, Leo prosi o oszczędzenie winnych po egzekucji wodza. Ta, Której Słowo Jest Rozkazem, przypominając sobie o chrześcijańskiej zasadzie przebaczenia, spełnia jego prośbę, lecz po odejściu Leo nakazuje i tak zabić członków plemienia.
Tanya ma złe przeczucia wobec Tej, Której Słowo Jest Rozkazem, lecz Holly wierzy, że Leo może odkryć cel ekspedycji. Ta, Której Słowo Jest Rozkazem, skonfrontowana z posążkiem, pokazuje Leo ciało Johna Vinceya i wyznaje, że stała się nieśmiertelna dzięki zanurzeniu się w Płomieniu Życia tysiące lat temu. Przyznaje, że zabiła Johna z zazdrości, ale widząc w Leo jego reinkarnację, przysięga uczynić go nieśmiertelnym, by rządził u jej boku. Po powrocie Tanya ostrzega Leo, że wieczność nie jest dla ludzi, ale on nie potrafi oprzeć się pokusie. Kiedy Tanya próbuje przemówić władczyni do rozsądku, zostaje wypędzona. Billali sugeruje, by złożyć ją w ofierze podczas ceremonii nadania nieśmiertelności, a jego mocodawczyni, widząc w niej rywalkę, zgadza się i każe ją pojmać.
Podczas ceremonii Leo odkrywa, że ofiarą jest Tanya, i wraz z Hollym ratuje ją, uciekając przez jaskinie. Trafiają do świątyni z Płomieniem Życia, gdzie czekają już Ta, Której Słowo Jest Rozkazem i Billali. Grożą śmiercią Tanyi, by zmusić Leo do wejścia w płomień. Tanya uważa to za podstęp. Aby udowodnić bezpieczeństwo, Ta, Której Słowo Jest Rozkazem sama wchodzi w płomień, ale drugie zanurzenie okazuje się śmiertelne – gwałtownie starzeje się i umiera. Wstrząśnięci Leo, Holly i Tanya odchodzą. Wróciwszy do Anglii zastanawiają się, czy Płomień Życia dawał nieśmiertelność, a śmierć Tej, Której Słowo Jest Rozkazem ma związek z siłą wyższą. Tanya uważa, ze płomień życia istnieje w każdym ognisku domostw osób, które się wzajemnie kochają, jak w ich sercach.

## Obsada
- Helen Gahagan Douglas – Ta, Której Słowo Jest Rozkazem
- Randolph Scott –
  - Leo Vincey,
  - John Vincey I
- Helen Mack – Tanya Dugmore
- Nigel Bruce – profesor Horace Holly
- Gustav von Seyffertitz – Billali
- Lumsden Hare – Dugmore
- Samuel S. Hinds – John Vincey
- Noble Johnson – wódz plemienia Amahaggar
- Jim Thorpe – kapitan straży

## Produkcja
Od 1932 roku reżyser i producent filmowy Merian C. Cooper był orędownikiem wykorzystania koloru w filmie, od kiedy firma Technicolor opracowała trzy-taśmowy proces kamer. Mimo niechęci zarządu wytwórni filmowej RKO Radio Pictures, z którą Cooper był związany kontraktem, wraz z Corneliusem Vanderbiltem i Johnem Hayem Whitneyami założyli wytwórnię filmową Pioneer Pictures stworzoną w celu kręcenia technicolorowych filmów. RKO Radio Pictures, choć wciąż sceptyczne do produkcji kolorowych filmów, zgodziło się wydać pierwsze filmy Pioneer Pictures pod swoim szyldem. Cooper również zgodził się uregulować swoje zobowiązania kontraktowe z RKO poprzez umowę na dwa filmy, osobiście produkując dwa charakterystyczne dla siebie widowiskowe filmy przygodowe. Pierwsza w produkcji została ekranizacja brytyjskiej powieści Ona: czyli historia niezwykłej wyprawy H. Ridera Haggarda wydanej w latach 1886-1887, a druga ekranizacja brytyjskiej powieści Ostatnie dni Pompei Edwarda Bulwera-Lyttona z 1834 roku reżyserowana przez Ernesta Schoedsacka.
W lipcu 1934 roku RKO ogłosiło, że pierwszy film powstanie w kolejnym roku jako jedna z największych produkcji studia. W styczniu 1935 roku ogłoszono udział Helen Gahagan w roli tytułowej i Nigela Bruce’a . Był to pierwszy film Gahagan po długiej karierze teatralnej, a także jedyna jej rola filmowa w karierze. Początkowa umowa stanowiła, że każdy z filmów będzie miał kosztować po 1 milionie dolarów i zostanie nakręcony w Technicolorze. Jednak na etapie preprodukcji Czarownicy RKO poinformowało Coopera o obcięciu budżetu, ponieważ teraz będzie musiał nakręcić oba filmy za łączny budżet w wysokości 1 miliona dolarów, na dodatek odmówiono pieniędzy na kolorową taśmę, więc Czarownica i Ostatnie dni Pompei zostały nakręcone w czerni i bieli. Później Cooper miał nazwać Czarownicę „najgorszym filmem, jaki kiedykolwiek nakręcił”.

## Późniejsze wydania
Pierwotnie Czarownica trwała 102 minuty, ale podczas wznowienia w 1949 roku skrócono ją do 94 minut, aby lepiej pasował do podwójnego seansu z Ostatnimi dniami Pompejów.
Czarownica była wśród filmów uznanych za zaginione w pożarze archiwów RKO,  jednak oryginalną kopię odkryto w garażu gwiazdy kina niemego Bustera Keatona i przekazano dystrybutorowi filmowemu Raymondowi Rohauerowi w celu konserwacji.
W 2006 roku Legend Films i Ray Harryhausen pokolorowali cyfrowo film jako hołd dla Coopera. Kolorowany zwiastun filmu Czarownicy miał premierę na Sand Diego Comic-Conie w 2006 roku. 
W 2007 roku Kino Video wyprodukowało wersję, w której przywrócono osiem minut scen usuniętych w reedycji z 1949 roku, korzystając z kopii 16 mm o niższej jakości.